# 布目泊来樱蛤
布目泊来樱蛤（学名：Loxoglypta clathrata），是帘蛤目樱蛤科Loxoglypta属的一种。主要分布于中国大陆、台湾，常栖息在潮下带。